# قائمة الفائزات بالميداليات الأولمبية في التجديف
هذه هي القائمة الكاملة للحاصلات على الميداليات الأولمبية في التجديف.

## البرنامج الحالي

### المجذاف الفردي
| الألعاب            | الذهبية                             | الفضية                                 | البرونزية                           |
| ------------------ | ----------------------------------- | -------------------------------------- | ----------------------------------- |
| 1976 مونتريال      | كريستين شايبليتش · ألمانيا الشرقية  | جوان ليند · الولايات المتحدة           | يلينا أنتونوفا · الاتحاد السوفيتي   |
| 1980 موسكو         | ساندا توما · رومانيا                | أنطونينا زيليكوفيتش · الاتحاد السوفيتي | مارتينا شروتر · ألمانيا الشرقية     |
| 1984 لوس أنجلوس    | فاليريا راتشيلا · رومانيا           | شارلوت غير · الولايات المتحدة          | آن هايسيبروك · بلجيكا               |
| 1988 سيول          | جوتا بهيريندت · ألمانيا الشرقية     | آن ماردن · الولايات المتحدة            | ماغدالينا غورغيفا · بلغاريا         |
| 1992 برشلونة       | إليسابيتا ليبا · رومانيا            | أنليز بريدال · بلجيكا                  | سيلكن لاومان · كندا                 |
| 1996 أتلانتا       | يكاترينا كارستن · بيلاروس           | سيلكن لاومان · كندا                    | ترين هانسن · الدنمارك               |
| 2000 سيدني         | يكاترينا كارستن · بيلاروس           | رومينا نيكوفا · بلغاريا                | كاترين روتشوف-ستومبوروسكي · ألمانيا |
| 2004 أثينا         | كاترين روتشوف-ستومبوروسكي · ألمانيا | يكاترينا كارستن · بيلاروس              | رومينا نيكوفا · بلغاريا             |
| 2008 بكين          | رومينا نيكوفا · بلغاريا             | ميشيل غيريت · الولايات المتحدة         | يكاترينا كارستن · بيلاروس           |
| 2012 لندن          | ميروسلافا كنابكوفا · جمهورية التشيك | فاي أودبي إريكسن · الدنمارك            | كيم برينان · أستراليا               |
| ريو دي جانيرو 2016 | كيم برينان · أستراليا               | جينيفرا ستون · الولايات المتحدة        | دوان جينغلي · الصين                 |
| طوكيو 2020         | إيما تويغ · نيوزيلندا               | هانا براكاتسن · تايوان                 | ماغدالينا لوبنيج · النمسا           |
| باريس 2024         | كارولين فلورين · هولندا             | إيما تويغ · نيوزيلندا                  | فيكتوريا سينكوتيه · ليتوانيا        |

### المجذاف المزدوج
| الألعاب            | الذهبية                                                | الفضية                                                 | البرونزية                                                          |
| ------------------ | ------------------------------------------------------ | ------------------------------------------------------ | ------------------------------------------------------------------ |
| 1976 مونتريال      | سفيتلا أوتسيتوفا · and زدرافكا يوردانوفا (بلغاريا)     | سابين يان · and بترا بوسلر (ألمانيا الشرقية)           | إليانورا كامينسكايتي · and جينوفايتا راموشكيينا (الاتحاد السوفيتي) |
| 1980 موسكو         | يلينا خلوبتسيفا · and لاريسا بوبوفا (الاتحاد السوفيتي) | كورنيليا لينزي · and هايدي ويستفال (ألمانيا الشرقية)   | أولغا هوميغي · and فاليريا راتشيلا (رومانيا)                       |
| 1984 لوس أنجلوس    | ماريورا بوبسكو · and إليسابيتا ليبا (رومانيا)          | جريت هيلمانز · and نيكوليت هيلمانز (هولندا)            | دانييلي لاومان · and سيلكن لاومان (كندا)                           |
| 1988 سيول          | بيرغيت بيتر · and مارتينا شروتر (ألمانيا الشرقية)      | فيرونيكا كوجيانو · and إليسابيتا ليبا (رومانيا)        | ستيفكا مادينا · and فيوليتا نينوفا (بلغاريا)                       |
| 1992 برشلونة       | كيرستين كوبن · and كاثرين بورون (ألمانيا)              | فيرونيكا كوجيانو · and إليسابيتا ليبا (رومانيا)        | جو شياولي · and لو هوا لي (الصين)                                  |
| 1996 أتلانتا       | كاتلين هيدل · and مارني ماك بين (كندا)                 | تشانغ شييويون · and كاو ميانيينغ (الصين)               | إيريني آيس · and إيكي فان نيس (هولندا)                             |
| 2000 سيدني         | جانا تييم · and كاثرين بورون (ألمانيا)                 | بيتا فان ديشوك · and إيكي فان نيس (هولندا)             | بيروتا شاكيتشيني · and كريستينا بوبلافسكيا (ليتوانيا)              |
| 2004 أثينا         | جورجينا إيفرز-سويندل · and كارولين ماير (نيوزيلندا)    | بيجي فاليسكا · and بريتا أوبلت (ألمانيا)               | سارة وينكلس · and إليز لافريك (بريطانيا العظمى)                    |
| 2008 بكين          | جورجينا إيفرز-سويندل · and كارولين ماير (نيوزيلندا)    | آنكاترين تيله · and كريستيانا هوت (ألمانيا)            | إليز لافريك · and آنا بيبينجتون (بريطانيا العظمى)                  |
| 2012 لندن          | آنا واتكنز · and كاثرين غراينجر (بريطانيا العظمى)      | كيم برينان · and بروك براتلي (أستراليا)                | ماغدالينا فولارزوك · and يوليا ميتشالسكا (بولندا)                  |
| ريو دي جانيرو 2016 | ماغدالينا فولارزوك · and نتاليا ماداي (بولندا)         | فيكتوريا ثورنلي · and كاثرين غراينجر (بريطانيا العظمى) | دوناتا فيشتارتايتا · and ميلدا فالشيكايتا (ليتوانيا)               |
| طوكيو 2020         | نيكوليتا-أنكوتا بودنار · and سيمونا راديس (رومانيا)    | بروك دونوج · and هانا أوزبورن (نيوزيلندا)              | روس دي يونغ · and ليزا شينارد (هولندا)                             |
| باريس 2024         | بروك فرانسيس · and لوسي سبورز (نيوزيلندا)              | أنكوتا بودنار · and سيمونا راديس (رومانيا)             | ماثيلدا هودجينز-بايرن · and بيكي وايلد (بريطانيا العظمى)           |

### المجذاف الرباعي
Note: coxed event (1976–1984), coxless event (1988–)
| الألعاب            | الذهبية                                                                                       | الفضية | البرونزية                                                                                             |
| ------------------ | --------------------------------------------------------------------------------------------- | --- | --- |
| 1976 مونتريال      | ألمانيا الشرقية (GDR) · أنكه بورشمان · جوتا لاو · فيولا بولي · روسفيتا تسوبلت · ليان فايجيلت  | الاتحاد السوفيتي (URS) · آنا كوندراشينا · ميرا بريونينا · لاريسا ألكسندروفا ‏ · غالينا إرمالايفا · ناديجدا تشيرنيشوفا      | رومانيا (ROU) · إيانا تودوران · ماريا ميتشا · فيليتشيا أفراسيلواي · إليسابيتا لازار · إلينا جيوركا    |
| 1980 موسكو         | ألمانيا الشرقية (GDR) · سيبيل راينهاردت · جوتا بلوخ · جوتا لاو · روسفيتا تسوبلت · ليان بوهر ‏  | الاتحاد السوفيتي (URS) · أنطونينا بوستوفيت · يلينا ماتيفيسكايا · أولغا فاسيليتشنكو · ناديجدا ليوبيموفا · نينا تشيريميسينا | بلغاريا (BUL) · ماريانا سيربيزوفا · روميليانا بونشيفا · دولورس ناكوفا · أنكا باكوڤا · أنكا جورجييفا   |
| 1984 لوس أنجلوس    | رومانيا (ROU) · تتي تاران · أنيسوارا سوروهان · إيانا باديا · صوفيا كوربان · إيكاترينا أوانسيا | الولايات المتحدة (USA) · آن ماردن · ليزا رود · جوان ليند · فيرجينيا جيلدر · كيلي ريكون                                    | الدنمارك (DEN) · هان إريكسن · بيرغيت هانيل · شارلوت كوفود · بوديل راسموسن · جيت سورينسن               |
| 1988 سيول          | ألمانيا الشرقية (GDR) · كيرستين فورستر · كريستينا موندت · بيات شرام · يانا سورجرز             | الاتحاد السوفيتي (URS) · إيرينا كاليمبيت · سفيتلانا مازي · إنّا فرولوفا · أنطونينا زيليكوفيتش                              | رومانيا (ROU) · أنيسوارا بالان · أنيسوارا مينيا · فيرونيكا كوجيانو · إليسابيتا ليبا                   |
| 1992 برشلونة       | ألمانيا (GER) · سيبيل شميدت · بيرغيت بيتر · كيرستين مولر · كريستينا موندت                     | رومانيا (ROU) · أنيسوارا دوبري · دوينا إيغنات · كونستانتسا بورتشيكا · فيرونيكا كوجيانو                                    | الفريق الموحد (EUN) · أنطونينا زيليكوفيتش · تيتيانا أوستيوزهانينا · يكاترينا كارستن · يلينا خلوبتسيفا |
| 1996 أتلانتا       | ألمانيا (GER) · كاترين روتشوف-ستومبوروسكي · يانا سورجرز · كيرستين كوبن · كاثرين بورون         | أوكرانيا (UKR) · سفيتلانا مازي · دينا ميفتاخوتدينوفا · إنّا فرولوفا · أولينا رونجينا                                       | كندا (CAN) · لاريسا بيسينثال · ديان أوغريدي · كاتلين هيدل · مارني ماك بين                             |
| 2000 سيدني         | ألمانيا (GER) · مانجا كوالسكي · ميك إيفرز · مانويلا لوتزه · كرستن كوالسكي                     | بريطانيا العظمى (GBR) · جوين باتن · جيليان ليندسي · كاثرين غراينجر · مريم باتن                                            | روسيا (RUS) · أوكسانا دورودنوفا · إيرينا فيدوتوفا · يوليا ليفينا · لاريسا ميرك                        |
| 2004 أثينا         | ألمانيا (GER) · كاثرين بورون · ميك إيفرز · مانويلا لوتزه · كرستن كوالسكي                      | بريطانيا العظمى (GBR) · أليسون موبراي · ديبي فلوود · فرانسيس هوتون · ريبيكا روميرو                                        | أستراليا (AUS) · دانا فاليتش · ريبيكا ساتين · أمبير برادلي · كيري هور                                 |
| 2008 بكين          | الصين (CHN) · تانغ بن · شي آيهوا · جين زي وي · تشانغ يانغ يانغ                                | بريطانيا العظمى (GBR) · أنابيل فيرنون · ديبي فلوود · فرانسيس هوتون · كاثرين غراينجر                                       | ألمانيا (GER) · بريتا أوبلت · مانويلا لوتزه · كاثرين بورون · شتيفاني شيلر                             |
| 2012 لندن          | أوكرانيا (UKR) · كاترينا تاراسينكو · ناتاليا دوفهودكو · أناستاسيا كوجينكوفا · يانا ديمينتيفا  | ألمانيا (GER) · آنكاترين تيله · كارينا بار · يوليا ريختر · بريتا أوبلت                                                    | الولايات المتحدة (USA) · ناتالي ديل · قرة كولر · ميغان كالمو · أدريان مارتلي                          |
| ريو دي جانيرو 2016 | ألمانيا (GER) · آنكاترين تيله · كارينا بار · يوليا لير · ليزا شميدلا                          | هولندا (NED) · شانتال أختربرغ · نيكول بيكرز · إنجي جانسين · كارلين بوه                                                    | بولندا (POL) · ماريا سبرينغوالد · جوانا ليستشينسكا · أغنيشكا كوبوس · مونيكا تشياك                     |
| طوكيو 2020         | الصين (CHN) · تشن يونشيا · تشانغ لينج · لو يانغ (مجدفة) · تسوي شياوتونغ                       | بولندا (POL) · أغنيشكا كوبوس · مارتا فييليتشكو · ماريا ساجدك · كاتارزينا زيلمان                                           | أستراليا (AUS) · ريا طومبسون · روينا ميريديث · هارييت هادسون · كايتلين كرونين                         |
| باريس 2024         | بريطانيا العظمى (GBR) · لورين هنري · هاناه سكوت · لولا أندرسون · جورجينا برايشو               | هولندا (NED) · ليلى يوسفو · بينتي بوليس · روس دي يونغ · تيسا دوليمانس                                                     | ألمانيا (GER) · مارين فولز · تابيا شينديكهيل · ليون ميتزل · بيا جريتن                                 |

### زوجي بلا ربان (التجديف)
| الألعاب            | الذهبية                                               | الفضية                                                      | البرونزية                                                          |
| ------------------ | ----------------------------------------------------- | ----------------------------------------------------------- | ------------------------------------------------------------------ |
| 1976 مونتريال      | سياكا كيلبيتشيفا · and ستوياكا كورباتوفا (بلغاريا)    | أنجيليكا نواك · and سابين دانه (ألمانيا الشرقية)            | إدث إيكباور · and ثيا آينودر (ألمانيا الغربية)                     |
| 1980 موسكو         | أوتي شتايندورف · and كورنيليا كليير (ألمانيا الشرقية) | مالغوزاتا دلوجيفسكا · and تشيسلافا كوشيانسكا (بولندا)       | Siika Barboulova\|سيكا باربولوفا · and ستوياكا كورباتوفا (بلغاريا) |
| 1984 لوس أنجلوس    | روديكا أربا · and إلينا هورفات (رومانيا)              | إليزابيث كرايغ · and تريشيا سميث (كندا)                     | إلين بيكر · and إيريس فولكنر (ألمانيا الغربية)                     |
| 1988 سيول          | روديكا أربا · and أولغا هوميغي (رومانيا)              | رادكا ستويانوفا · and لالكا بيربيروفا (بلغاريا)             | نيكي باين · and لينلي هانين (نيوزيلندا)                            |
| 1992 برشلونة       | كاتلين هيدل · and مارني ماك بين (كندا)                | إنجيبورغ شفرتزمان · and ستيفاني ويرريمير (ألمانيا)          | ستيفاني بييرسون · and آنا سيتون (الولايات المتحدة)                 |
| 1996 أتلانتا       | ميغان ستيل · and كيت سلاتر (أستراليا)                 | كارين كرافت · and ميليسا شوين (الولايات المتحدة)            | كريستين جوسي · and هيلين كورتين (فرنسا)                            |
| 2000 سيدني         | جورجيتا داميان · and دوينا إيغنات (رومانيا)           | Kate Slatter · and راتشيل تايلور (أستراليا)                 | كارين كرافت · and ميليسا رايان ‏ (الولايات المتحدة)                 |
| 2004 أثينا         | جورجيتا داميان · and فيوريكا سوسانو (رومانيا)         | كاثرين غراينجر · and كاثرين بيشوب (مجدفة) (بريطانيا العظمى) | يوليا بيتشيك · and ناتاليا هيلاخ (بيلاروس)                         |
| 2008 بكين          | جورجيتا داميان · and فيوريكا سوسانو (رومانيا)         | وو يو · and غاو يولان (الصين)                               | يوليا بيتشيك · and ناتاليا هيلاخ (بيلاروس)                         |
| 2012 لندن          | هيلين غلوفر · and هيذر ستانينج (بريطانيا العظمى)      | Kate Hornsey · and سارة تيت (أستراليا)                      | جولييت هاي · and ريبيكا سكوان (نيوزيلندا)                          |
| ريو دي جانيرو 2016 | هيلين غلوفر · and Heather Stanning (بريطانيا العظمى)  | جينيفيف بيهرنت · and Rebecca Scown (نيوزيلندا)              | هيدفيغ راسموسن · and آن آندرسن (الدنمارك)                          |
| طوكيو 2020         | جريس برينديرغاست · and كيري جاولر (نيوزيلندا)         | فاسيليسا ستيبانوفا · and إيلينا أوريابينسكايا (تايوان)      | كايليه فيلمر · and هيلاري جانسنز (كندا)                            |
| باريس 2024         | يمكي كليفرينج · و فيرونيق ميستر (هولندا)              | إيانا فرينسيانو · و روكسانا أنجيل (رومانيا)                 | جيسيكا موريسون · و أنابيل ماكنتير (أستراليا)                       |

### رباعي بلا ربان (التجديف)
| الألعاب      | الذهبية                                                                            | الفضية                                                                           | البرونزية                                                                      |
| ------------ | ---------------------------------------------------------------------------------- | -------------------------------------------------------------------------------- | ------------------------------------------------------------------------------ |
| 1992 برشلونة | كندا (CAN) · كريستين بارنز · جيسيكا مونرو · بريندا تايلور · كاي وورثينغتون         | الولايات المتحدة (USA) · شيلاغ دونوهوي · سينثيا إيكيرت · كارول فيني · إيمي فاولر | ألمانيا (GER) · أنتجي فرانك · أنيت هون · جابرييل ميهل · بيرتي سيخ              |
| 1996–2016    | غير مدرج في البرنامج الأولمبي.                                                     | غير مدرج في البرنامج الأولمبي.                                                   | غير مدرج في البرنامج الأولمبي.                                                 |
| طوكيو 2020   | أستراليا (AUS) · لوسي ستيفان · روزماري بوبا · جيسيكا موريسون · أنابيل ماكنتير      | هولندا (NED) · إيلين هوغرورف · كارولين فلورين · يمكي كليفرينج · فيرونيق ميستر    | جزيرة أيرلندا (IRL) · آيفريك كيوغ · إيمير لامبي · فيونا ميرتاج · إميلي هيغارتي |
| باريس 2024   | هولندا (NED) · مارلوس أولدينبورغ · هيرمينتجي دريث · تينكا أوفيرينز · بينثي بونسترا | بريطانيا العظمى (GBR) · هيلين غلوفر · إسمي بوث · سامانثا ريدغريف · ريبيكا شورتن  | نيوزيلندا (NZL) · جاكي جاولر · فوبي سبورز · دافينا وادي · كيري ويليامز         |

### الثماني (التجديف)
| الألعاب         | الذهبية | الفضية | البرونزية |
| --------------- | --- | --- | --- |
| 1976 مونتريال   | ألمانيا الشرقية (GDR) · بريجيت أهرنهولز · هنريتا إيبرت · فيولا جوريتسكي · مونيكا كالييس · كريستيان كنِتش · هيلما ليهمان · إيرينا مولر · إيلونا ريختر · مارينا ويلك                   | الاتحاد السوفيتي (URS) · أولغا جوزينكو · أولغا كولكوفا · كلافديا كوزينكوفا · أولغا بوجوفسكايا · نادجدا روششينا · نادجدا روزغون · ليوبوف تالالايفا · نيلي تاراكانوفا · إيلينا زوبكو      | الولايات المتحدة (USA) · كارول براون · أنيتا ديفرانتز · كارولين جريفز · ماريون كريغ · بيجي مكارثي · غيل ريكيتسون · لين سيليمان · آن وارنر · جاكلين زوش                               |
| 1980 موسكو      | ألمانيا الشرقية (GDR) · مارتينا بوسلر · كريستيان كنِتش · جابرييل لوهس · كارين ميتزه · كيرستن نيسر · إيلونا ريختر · ماريتا سانديغ · بيرغيت شوتس · مارينا ويلك                         | الاتحاد السوفيتي (URS) · نينا فرولوفا · ماريا بايون · أولغا بيفوفاروفا · نينا بريأوبراتشينسكايا · نادجدا بريشيبا · تاتيانا ستتسينكو · إيلينا تيريشينا · نينا أومانيتس · فالنتينا جولينا | رومانيا (ROU) · أنجيليكا أبوسطينو · إلينا بوندار · فلوريكا بوكور · ماريا كونستانتينسكو · إيلينا دوبريتوزيو · روديكا فرينتو · آنا إيليوتا · روديكا بوسكاتو-أربا · مارلينا زاغوني      |
| 1984 لوس أنجلوس | الولايات المتحدة (USA) · بيتسي بيرد · كارول باور · جين فلانغن · كاري جريفز · كاثي كيلر · هارييت ميتكالف · كريستين نورليوس · شيريل أوستين · كريستين ثورسنيس                          | رومانيا (ROU) · ميهايلا أرماشيسكو · دوينا بالان · أدريانا بازون · كاميليا دياكونسكو · فيوريكا أيوجا · أنيتا ميهاي · أورورا بليسك · لوسيا ساوكا · ماريوارا تراسكا                        | هولندا (NED) · ليندا كورنيه · ماريك فان دروجنبروك · هارييت فان إيتكوڤن · جريت هيلمانز · نيكوليت هيلمانز · مارثا لاوريجين · كاثارينا نيليسن · آن كوست · ويلجون فاندراغر               |
| 1988 سيول       | ألمانيا الشرقية (GDR) · رامونا بالثاسار · كاترين هاكر · أنيا كلوج · دانييلا نويناست · بياتريكس شروير · Ute Stange · أننيغريت ستراوخ · يوتي وايلد · جوديث زيدلر                      | رومانيا (ROU) · هيرتا أنيتاش · ميهايلا أرماشيسكو · دوينا بالان · أدريانا بازون · أولغا هوميغي · فيرونيكا نيكولا · إيكاترينا أوانسيا · روديكا بوسكاتو · ماريوارا تراسكا                  | الصين (CHN) · هان ياقين · هي يان ون · هو يا-دونغ · لي رونغ-هوا · يانغ شياو · تشانغ شيانغ-هوا · تشانغ يالي · تشو شوينغ · تشو شيوهوا                                                   |
| 1992 برشلونة    | كندا (CAN) · كريستين بارنز · شانون كروفورد · ميغان ديليهانتي · كاتلين هيدل · مارني ماك بين · جيسيكا مونرو · بريندا تايلور · ليزلي تومبسون · كاي وورثينغتون                          | رومانيا (ROU) · أدريانا بازون · إيوليا بولي · إيلينا جورجيسكو · فيكتوريا ليباداتو · فيرونيكا نيكولا · إيانا أولتيانو · ماريا بادوراريو · دوينا روبو · دوينا سنيب                        | ألمانيا (GER) · سيلفيا دوردلمن · كاترين هاكر · كريستيان هارتزن دورف · دانييلا نويناست · كيرستين بيترزمان · دانا بيريتز · Ute Wagner · أننيغريت ستراوخ · جوديث زيدلر                  |
| 1996 أتلانتا    | رومانيا (ROU) · فيرونيكا كوجيانو · ليليانا غافينكو · إيلينا جورجيسكو · دوينا إيغنات · إليسابيتا ليبا · إيانا أولتيانو · ماريوارا بوبسكو ‏ · دوينا سبيركو · أنكا تاناسي               | كندا (CAN) · أليسون كورن · تيريزا لوك · ماريا ماوندير · هيذر ماكديرميد · جيسيكا مونرو · إيما روبنسون · ليزلي تومبسون · توشا تسانغ · آنا فان دير كامب                                    | بيلاروس (BLR) · تامارا دافيدينكو · ناتاليا لافرينينكو · يلينا ميكوليتش · ألكساندرا بانكينا · ياروسلافا بافلوفيتش · فالنتينا سكرباتون · ناتاليا ستاسيك · ناتاليا فولشيك · مارينا زناك |
| 2000 سيدني      | رومانيا (ROU) · فيرونيكا كوجيانو · جورجيتا داميان · ماريا ماغدالينا دوميتراخي · ليليانا غافينكو · إيلينا جورجيسكو · دوينا إيغنات · إليسابيتا ليبا · إيانا أولتيانو · فيوريكا سوسانو | هولندا (NED) · تيسا أبلدورن · كارين تير بيك · بيتا فان ديشوك · إيليين ماير · إيكي فان نيس · نيليكي بينينكس · مارتينتي كويك · آنكي فينيما · ماريك ويسترهوف                               | كندا (CAN) · Buffy Alexander · لاريسا بيسينثال · هيذر ديفيس · أليسون كورن · تيريزا لوك · هيذر ماكديرميد · إيما روبنسون · ليزلي تومبسون · دوروتا أوربانياك                            |
| 2004 أثينا      | رومانيا (ROU) · أوريكا باراسكو · جورجيتا داميان · روديكا فلوريا · ليليانا غافينكو · إيلينا جورجيسكو · دوينا إيغنات · إليسابيتا ليبا · إيانا بابوك · فيوريكا سوسانو                  | الولايات المتحدة (USA) · أليسون كوكس · كارين ديفيز · ميغان ديركماات · كيت جونسون · لوريل كورهولز · سامانثا ميجي · آنا ميكلسون · ليان نيلسون · ماري ويبل                                 | هولندا (NED) · أنيميك دي هان · هورنيت ديكييرز · نينكي هومس · أنيماريك فان رومبت · سارة سيجيلار · مارليس سمولديرز · هيلين تانجر · فروكي ويجمين · إيستر ووركل                          |
| 2008 بكين       | الولايات المتحدة (USA) · إيرين كافارو · ليندسي شوب · آنا غودال · إيل لوغان · آنا كامينز ‏ · سوزان فرانسيا · كارولين ليند · كارين ديفيز · ماري ويبل                                   | هولندا (NED) · فيمكا ديكر · مارليس سمولديرز · نينكي كينغما · رولين ريبيلاير فان دريل · أنيماريك فان رومبت · هيلين تانجر · سارة سيجيلار · أنيميك دي هان · إيستر ووركل                    | رومانيا (ROU) · كونستانتسا بورتشيكا · فيوريكا سوسانو · روديكا شر بان ‏ · إينيكو باراباس · سيمونا موشات · إيانا بابوك · جورجيتا داميان · دوينا إيغنات · إيلينا جورجيسكو                |
| 2012 لندن       | الولايات المتحدة (USA) · إيرين كافارو · سوزان فرانسيا · إيستر لوفغرين · تايلور ريتزيل · ميغان موسنيكي · إيل لوغان · كارولين ليند · كارين ديفيز · ماري ويبل                          | كندا (CAN) · جانين هانسون · راشيل فيينبرغ · كريستا جولوين · لورين ويلكنسون · ناتالي ماستراتشي · آشلي برزوزوفيتش · دارسي ماركوارت · أندريان مورين · ليزلي تومبسون-ويلي                   | هولندا (NED) · ياكوبين فينهوفن · نينكي كينغما · شانتال أختربيرغ ‏ · سيتسكي دي جروت · رولين ريبيلاير فان دريل · كلوديا بيلدربوس · كارلين بو ‏ · أنيميك دي هان · آن شيليكينز             |
| باريس 2024      | الولايات المتحدة (USA) · إميلي ريجان · كيري سيموندز · أماندا بولك · لورين شمتيرلينغ · تيسا غوبو · ميغان موسنيكي · إيل لوغان · أماندا إلمور · كاتلين سنايدر                          | بريطانيا العظمى (GBR) · كيتي غريفز · ميلاني ويلسون · فرانسيس هوتون · بولي سوان · جيسيكا إدي · أوليفيا كارنيجي-براون · كارين بينيت · زوي لي · زوي دي توليدو                              | رومانيا (ROU) · روكسانا كوجانو · إيانا سترونغارو · ميهايلا بيتريلا · يوليانا بوبا · مادالينا بيريس · لورا أوبريا · أديلينا بوغوش · أندريا بوجيان · دانييلا درونشيا                   |
| طوكيو 2020      | كندا (CAN) · سوزان غرينجر · كاسيا جروتشالا-ويسيرسكي · ماديسون مايلي · سيدني بين · أندريا بروسكي · ليزا رومان · كريستين روبر · آفالون واستينيز · كريستين كيت                         | نيوزيلندا (NZL) · إيلا غرينسليد · إيما ديك · لوسي سبورز · كيلسي بيفان · جريس برينديرغاست · كيري جاولر · بيث روس · جاكي جاولر · كاليب شيبرد                                              | الصين (CHN) · قوه لين لين · جو روي · لي جينجنج · مياو تيان · وانغ زيفينغ · وانغ يووي · شو فيي · تشانغ مين · تشانغ دي تشانغ                                                           |
| باريس 2024      | رومانيا (ROU) · أدريانا آدم · روكسانا أنجيل · أماليا بيريش · مادالينا بيريس · يوليانا بوهوش · دوميتريتا جونكاناريو · إيانا فرينسيانو · سيمونا راديس · فيكتوريا-ستيفانيا بيتريانو c  | كندا (CAN) · أبيغيل دينت · كايلي فيلمر ‏ · كاسيا جروتشالا-ويسيرسكي · مايا ميشكيليت · سيدني بين · جيسيكا سيفيك · كريستينا ووكر · آفالون واستينيز · كريستين كيت c                          | بريطانيا العظمى (GBR) · آني كامبل-أورد · هولي دانفورد · إميلي فورد · لورين إيروين · هايدي لونغ · روان ماكيلار · إيف ستيوارت · هارييت تايلور · هنري فيلدمان c                         |

## قريباً

### التجديف الساحلي

#### المجذاف الفردي
| الألعاب         | الذهبية | الفضية | البرونزية |
| --------------- | ------- | ------ | --------- |
| 2028 لوس أنجلوس |         |        |           |

## الفعاليات المتوقفة

### الأربعة مع الربان (التجديف)
| الألعاب         | الذهبية                                                                                               | الفضية                                                                                           | البرونزية |
| --------------- | --- | ------------------------------------------------------------------------------------------------ | --- |
| 1976 مونتريال   | ألمانيا الشرقية (GDR) · كارين ميتزه · بيانكا شفيدي · جابرييل لوهس · أندريا كورث · سابين هيس           | بلغاريا (BUL) · كابكا جورجييفا · جينكا جيوروفا · ماريكا موديفا · ليليانا فاسيڤا · ريني يوردانوفا | الاتحاد السوفيتي (URS) · ليودميلا كروخينا · ليديا كريلова · غالينا ميشينينا · آنا باسوخا · نادجدا سيفوستيانوفا      |
| 1980 موسكو      | ألمانيا الشرقية (GDR) · سيلفيا فرولهيش · رامونا كابهايم · أنجيليكا نواك · رومي زالفلد · كيرستن فينزيل | بلغاريا (BUL) · ناديا فيليبوفا · جينكا جوروفا · ماريكا موديفا · ريتا تودوروفا · إيسكرا فيلينوفا  | الاتحاد السوفيتي (URS) · نينا تشيريميسينا · ماريا فاديفا · سفيتلانا سيميونوفا · غالينا سوفيتنكوفا · مارينا ستودنيفا |
| 1984 لوس أنجلوس | رومانيا (ROU) · تشيرا أبوسطول · أولغا هوميغي · فيوريكا أيوجا · فلوريكا لافريك · ماريا فريتشيو         | كندا (CAN) · باربرا أرمبروست · ماريلين برين · أنجيلا شنايدر · ليزلي تومبسون · جين تريغونو        | أستراليا (AUS) · كارين برانكورت · سوزان شابمان · مارغوت فوستر · روبين جراي-غاردنر · سوزان لي                        |
| 1988 سيول       | ألمانيا الشرقية (GDR) · جيرليندي دوبيرشوتس · كارولا هورنيج · سيلفيا روز · بيرتي سيخ · مارتينا والفتر  | الصين (CHN) · هو يا-دونغ · لي رونغ-هوا · يانغ شياو · تشانغ شيانغ-هوا · تشو شوينغ                 | رومانيا (ROU) · هيرتا أنيتاش · دوينا سنيب-بالان · فيرونيكا نيكولا · إيكاترينا أوانسيا · ماريوارا تراسكا             |

### التجديف المزدوج الخفيف
| الألعاب            | الذهبية                                                | الفضية                                           | البرونزية                                           |
| ------------------ | ------------------------------------------------------ | ------------------------------------------------ | --------------------------------------------------- |
| 1996 أتلانتا       | كونستانتسا بورتشيكا · and كاميليا ماكوفيكيوك (رومانيا) | تيريزا بيل · and ليندسي بورنس (الولايات المتحدة) | فرجينيا لي · and ريبيكا جويس (أستراليا)             |
| 2000 سيدني         | كونستانتسا بورتشيكا · and أنجيلا ألوبي (رومانيا)       | فاليري فيهوف · and كلوديا بلاسبرغ (ألمانيا)      | كريستين كولينز · and سارة جارنر (الولايات المتحدة)  |
| 2004 أثينا         | كونستانتسا بورتشيكا · and أنجيلا ألوبي (رومانيا)       | دانييلا رايمر · and كلوديا بلاسبرغ (ألمانيا)     | كيرستن فان دير كولك · and ماريت فان إيوبين (هولندا) |
| 2008 بكين          | كيرستن فان دير كولك · and ماريت فان إيوبين (هولندا)    | مينّا نيمنين · and سانّا ستين (فنلندا)             | تريسي كاميرون · and ميلاني كوك (كندا)               |
| 2012 لندن          | كاثرين كوبلاند · and سوفي هوسكينغ (بريطانيا العظمى)    | شو دونغشيانغ · and هوانغ ون يي (الصين)           | كريستينا جيازيتزيدو · and ألكسندرا تسيافو (اليونان) |
| ريو دي جانيرو 2016 | إيلسي بولس · and مايكي هيد (هولندا)                    | ليندسي جنيريتش · and باتريشيا أوبِي (كندا)        | هوانغ ون يي · and بان فييهونغ (الصين)               |
| طوكيو 2020         | فالنتينا روديني · and فيديريكا تشيزاريني (إيطاليا)     | لورا تارانتولا · and كلير بوف (فرنسا)            | ماريك كيجسر · and إيلسي بولس (هولندا)               |
| باريس 2024         | إيملي كرايغ · و إيموجين جرانت (بريطانيا العظمى)        | جيانينا بيلياغا · و أيونيلا كوزميوك (رومانيا)    | ديـمِيترا كونتو · و زوي فيتسيو (اليونان)             |